# Rellys
Rellys, geboren als Henri Marius Roger Bourrelly (* 13. Dezember 1905 in Marseille, Frankreich; † 20. Juli 1991 ebenda) war ein französischer Schauspieler, populär vor allem in Volksstücken.

## Leben
Der gebürtige Henri Marius Roger Bourrelly hatte eine Konditorlehre durchlaufen, sich aber in jeder freien Minute im Alcazar seiner Heimatstadt Marseille aufgehalten und dort 1925, zunächst noch als Amateur, erste Schritte als Sänger unternommen. Die schauspielerfahrenere Kollegin Andrée Turcy, eine prominente Lokalgröße, nahm Rellys daraufhin mit auf ihre Tournee ins damals noch französische Nordafrika. Zusammen mit den Kollegen Henri Alibert und René Sarvil bildete Rellys schließlich ein Komiker-Trio, das mit den südfranzösischen Stücken Au pays de soleil, Titin des Martigues und Trois de la Marine etliche Erfolg feiern konnte, zuletzt auch in Paris. 
1933 wurde Au pays de soleil für das Kino adaptiert, und Rellys wurde dort für das Kinopublikum groß herausgebracht. Südländische, provençalische Franzosen aller Arten wurden fortan sein Fach, einfache, bukolische Typen vom Lande mit einem schlichten Gemüt und Sonne im Herzen. Mit seinem verarmten Piloten Narcisse in der gleichnamigen Filmklamotte konnte Rellys 1939 einen großen Publikums- und Kassenerfolg landen. Als sein bekanntester (und für seinen Rollenfach recht typischer) Film gilt jedoch Tabusse, die Geschichte eines einfachen, einsamen und ungeliebten Bauers gleichen Namens in den Cevennen, der von seiner großen, unerreichbaren Liebe Julia träumt, der Tochter eines reichen Grundbesitzers. 
Mehrfach war Rellys, der auch in einer Fülle von Fernsehproduktionen mitgewirkt hatte, Partner seines Marseiller Komikerkollegen Fernandel wie zuletzt in dessen Abschiedsvorstellung Sein letzter Freund, der Liebe eines alten Mannes zu seinem Pferd. Bis in die ausgehenden 1970er Jahren gehörte er überdies dem Ensemble des Pariser Théâtre de la Ville an.

## Filmografie
- 1930: Le Tampon du capiston
- 1933: Au pays de soleil
- 1934: Trois de la Marine
- 1934: Merlusse
- 1935: Arènes joyeuses
- 1936: César (César)
- 1937: Titin des Martigues
- 1939: Narziss, der unfreiwillige Flieger (Narcisse)
- 1941: Tobie est un ange
- 1942: Frédérica
- 1943: Feu Nicolas
- 1945: Le roi des resquilleurs
- 1945: Roger la Honte
- 1946: La revanche de Roger la Honte
- 1946: Les trois cousines
- 1947: Les aventures des pieds Nickelés
- 1948: Tabusse
- 1949: Vient de paraître
- 1949: Amédée
- 1950: Le tampon du Capiston
- 1950: Les mémoires de la vache Yolande
- 1952: Manon de sources
- 1954: Les lettres de mon moulin
- 1954: Der Turm der sündigen Frauen (La tour de Nesle)
- 1955: Wenn Mädchen reif zur Liebe werden (Les premiers outrages)
- 1956: Adorables démons
- 1956: Honoré de Marseille
- 1957: Arènes joyeuses
- 1957: Der Faulpelz (Le chômeur de Clochemerle)
- 1960: Cocagne
- 1960: Crésus
- 1960: Eines Abends am Strand (Un soir sur la plage)
- 1962: La salamandre d’or
- 1962: Le voyage à Biarritz
- 1964: Flegelalter (L’âge ingrat)
- 1964: Schräger Charme und tolle Chancen (La chance et l’amour)
- 1965: Dis-moi qui tuer ?
- 1966: Blüten, Gauner und die Nacht von Nizza (Le jardinier d’Argenteuil)
- 1969: Sein letzter Freund (Heureux qui comme Ulysse…)
- 1969: Die Familienschande (La honte de la famille)
- 1970: Kisss…
- 1972: L’argent par les fenêtres (Fernsehfilm)
- 1975: Adieu Amédée (Fernsehfilm)
- 1976: Nans le berger (TV-Dreiteiler)
- 1978: L’ange garnien
- 1982: L’honneur de Baberine (Fernsehfilm)